# Jan I Cypryjski
Jan I Cypryjski, Jan I de Poitiers-Lusignan (ur. 1259, zm. 20 maja 1285) – król Cypru i król Jerozolimy (jako Jan II)
w latach 1284–1285.
Był najstarszym synem Hugona III oraz Izabeli z Ibelinu. Po ojcu objął tron Cypru i został koronowany w Nikozji 11 maja 1284. Objęcie tronu Jerozolimy nie było już tak oczywiste, ponieważ od 1277 prawa do niego rościł sobie Karol z Anjou. Jan zmarł bezdzietnie rok po objęciu władzy i został pochowany w kościele Św. Demetriusza w Nikozji.